# Antoine de Févin
Antoine de Févin (* um 1470 in Arras; † Ende 1511 oder Anfang 1512 in Blois) war ein franko-flämischer Komponist, Sänger und Kleriker der Renaissance.

## Leben und Wirken
Antoine de Févin gehörte nach Aussage einer Familienchronik von 1627 einer Familie des niederen Adels an, die im Jahr 1396 aus ihrem Stammsitz Febvin-Palfart bei Saint-Omer nach Arras übersiedelt war. Antoines Vater Pierre de Févin († 1506) war im Jahr 1474 Schöffe in Arras. Sein jüngerer Sohn Antoine hat Arras wahrscheinlich Ende der 1480er Jahre verlassen. In der Chronik wird er bezeichnet als „prêtre, chantre du roi Louis XII., mort a Blois“ (Priester, Sänger von König Ludwig XII., verstorben in Blois). Es sind jedoch für keine der genannten Tätigkeiten weitere Belege gefunden worden. Er könnte in den 1490er Jahren Priester geworden sein. Nachdem der Dichter Guillaume Crétin ihn nach seinem Tod in seinem Nachruf „maistre Anthoyne Févin“ genannt hat, ist bisweilen vermutet worden, er habe an einer Universität den Titel eines Magister Artium erworben. Diese Schlussfolgerung ist aber eher unwahrscheinlich; vielmehr ist diese Äußerung im Sinne einer allgemeinen Meisterschaft auf dem Gebiet der Musik zu werten.
Eine ganze Reihe von Indizien sprechen dafür, dass er nach Paris übersiedelte und eine Anstellung am französischen Königshof bekam oder zumindest mit dieser Institution assoziiert war; angesichts der dürftigen Quellenlage ist aber auch künftig kaum mit Belegen für diese Aussagen zu rechnen. Es gibt nur einen Brief aus Asti in Oberitalien, wo König Ludwig XII. am 18. April 1507 nach Frankreich schreibt, man möge ihm die Porträts eines Pariser Malers und eine der ausgezeichneten Chansons von Févin zuschicken, sobald diese fertiggestellt sind, um sie den Damen in Italien vorzuführen. Ein Chorbuch, welches mit großer Sicherheit dem Umkreis der französischen Hofkapelle entstammt, enthält einen wesentlichen Teil der Motetten und vor allem der Chansons von Antoine de Févin. Später beklagt der Dichter Guillaume Crétin den Tod der beiden Mitglieder der königlichen Kapelle Jean Braconnier (genannt Lourdault; † 1512, aktiv seit 1478) und den kurz zuvor verstorbenen Antoine de Févin; nachdem Braconnier im Januar 1512 verstorben ist, ergibt sich daraus für den Tod Févins Ende 1511 oder Anfang 1512.

## Bedeutung
Der Schweizer Chronist und Musiktheoretiker Heinrich Glarean (1488–1563) schrieb im Jahre 1547, dass Févin ein Anhänger oder Schüler von Josquin Desprez gewesen sei und jung verstorben ist. Sein kompositorisches Werk, welches ausschließlich Vokalmusik enthält, fällt in eine musikgeschichtliche Zeit des Wandels; dies betrifft besonders die inzwischen vollständige Gleichberechtigung aller Stimmen als Träger des Kontrapunkts mit Imitation und ebenso des Textes. Bei Févin trifft dies mit einer offensichtlich sehr fruchtbaren kompositorischen Fantasie zusammen, so dass seine Werke in gewissem Sinne als zukunftweisend gelten können. Zusammen mit den anderen Kollegen an der französischen Hofkapelle Antonius Divitis und Jean Mouton hat er die Tradition der Parodiemesse begründet, nachdem es zu diesem Typus bei Johannes Ockeghem, Jacob Obrecht und Josquin Desprez einzelne Vorgängerwerke gibt. Die kompositorischen Techniken Josquins sind in abgewandelter und teilweise in zugespitzter Form in Févins Werk allgegenwärtig. Besonders in seiner Messe „Ave Maria“ findet sich ein besonderer Reichtum und herausragende Konsequenz der Verarbeitung des Typs der Parodiemesse. Häufig wählte er auch die Methode, einen Kontrast zwischen imitativen Abschnitten und homophonen Teilen herzustellen, wie es ab den 1490er Jahren öfters üblich war, oder auch zwischen zweistimmigen Abschnitten (Bicinien) und dem ganzen Chor.
In Févins Motetten ist ebenfalls ein einheitliches stilistisches Bild sichtbar, welches dem Stil seiner Messkompositionen nahesteht. Die musikalischen Phrasen sind klar durch Kadenzen oder auch durch Pausen voneinander getrennt und beachten dabei genau die formale Struktur des Textes. Die größte Breite der Variation zeigt sich jedoch in der Motette „Sancta Trinitas“, in der die einzelnen Phrasen nicht einfach aneinander gereiht werden, sondern auch musikalisch zu größeren Sinnabschnitten zusammengefasst werden. Der Stil, der sich hier bei Févin abzeichnet, wird eine Generation später von dem in Paris wirkenden Claudin de Sermisy voll entwickelt. Obwohl Févin nur sechzehn Chansons sicher zugeschrieben werden können, hat diese Werkgruppe musikgeschichtlich eine herausragende Bedeutung. Die Volkstümlichkeit der „chansons rustiques“, die ihnen zugrunde liegt, diese typische Mischung aus Liebeslyrik und bisweilen drastischen Spottversen sowie die stilistische Nähe zu den Werken späterer Komponisten haben für eine ungewöhnliche Langlebigkeit der Überlieferung der weltlichen Kompositionen von Antoine de Févin gesorgt.

## Werke
- Messen (alle zu vier Stimmen)
  - Missa „Ave Maria“
  - Missa de feria
  - Missa „Mente tota tibi supplicamus“ (nach der Quinta Pars der Motette „Vultum tuum“ von Josquin Desprez)
  - Missa parva („ad placitum“, mit Responsorium „Adoramus te“ zwischen Osanna und Benedictus)
  - Missa „Sanctorum meritis“
  - Missa „Salva sancte parens“ (de beata virgine)
- Messen mit unsicherer Autorschaft Févins
  - Missa „Dictes moy“ (nach der Chanson von Loyset Compère; nur Kyrie und Gloria überliefert, teilweise Antonius Divitis zugeschrieben)
  - Missa „O quam glorifica luce“ (als Missa „Iste confessor“ Pierre de la Rue zugeschrieben; Autorschaft unklar)
  - Missa „Sancta Trinitas“ (nach Févins Motette; teilweise Févin, teilweise Mouton zugeschrieben)
  - Missa pro fidelibus defunctis (teilweise Févin, teilweise Divitis zugeschrieben)
- Sonstige liturgische Musik
  - Lamentationes Hieremiae prophetae zu drei bis vier Stimmen
  - Magnificat primi toni
  - Magnificat tertii toni
  - Magnificat quarti toni
- Motetten
  - „Ascendens Christus in altum“ zu sechs Stimmen
  - „Benedictus dominus deus meus“ zu vier Stimmen
  - „Dilectus deo“ (irrige Zuschreibung an Josquin)
  - „Gaude Francorum regia corona“ zu vier Stimmen
  - „Homo quidam fecit cenam“ zu vier Stimmen
  - „Inclita pura sanctissima virgo“ zu drei Stimmen
  - „Laetabundus exultet“ zu vier Stimmen (nur Tenor erhalten)
  - „Laetare mater ecclesia“ zu vier Stimmen
  - „Lauda Sion salvatorem“ zu vier Stimmen
  - „Nesciens mater virgo virum“ zu vier Stimmen
  - „Nobilis progenie nobilior fide“ zu vier Stimmen
  - „O praeclara stella maris“ zu drei Stimmen
  - „Quae est ista quae ascendit“ zu vier Stimmen
  - „Tempus meum est ut revertar“ zu vier Stimmen
- Motetten mit unsicherer Autorschaft Févins
  - „Adiutorium nostrum“ zu vier Stimmen (anonym, wahrscheinlich von Jean Mouton)
  - „Egregie Christe“ zu vier Stimmen (teilweise Févin, teilweise Mouton zugeschrieben)
  - „O pulcherrima mulierum“ zu vier Stimmen (teilweise Févin, teilweise Mouton zugeschrieben)
  - „Salve regina“ zu vier Stimmen (Févin zugeschrieben, aus stilistischen Gründen aber auszuschließen; Autorschaft ungeklärt)
  - „Sancta trinitas unud deus“ zu vier Stimmen (teilweise Févin, Nicolaes Craen, Costanzo Festa und Cristóbal de Morales zugeschrieben)
  - „Verbum bonum et suave“ zu vier Stimmen (teilweise Févin, teilweise Pierrequin de Thérache zugeschrieben)
  - Dubia „In aeternum domine“, „Haec probantur voram“ zu zwei Stimmen (Févin zu Unrecht zugeschrieben: von Antoine Brumel)
- Chansons
  - „Adieu soulas“ zu drei Stimmen
  - „Chacun maudit“ zu drei Stimmen
  - „D'amours je suis desheritée“ zu drei Stimmen
  - „En amours n'a sinon que bin“ zu drei Stimmen
  - „Faulte d'argent“ zu drei Stimmen
  - „Fors seulement“ zu drei Stimmen
  - „Fuyez regretz“ zu drei Stimmen
  - „Il fait bon aymer“ zu drei Stimmen
  - „J'ay veu la beauté“ zu drei Stimmen
  - „Je le lairray“ zu drei Stimmen
  - „Mauditz soyent“ zu drei Stimmen
  - „N'aymes jamais“ zu vier Stimmen
  - „On a mal dit“ zu drei Stimmen
  - „Pardonnez moy“ zu drei Stimmen
  - „Petite camusette“ zu drei Stimmen (teilweise fälschlich Josquin zugeschrieben)
  - „Tres doulce dame“ zu drei Stimmen
- Chansons mit unsicherer Autorschaft Févins
  - „Helas je suis mary“ zu drei Stimmen (wahrscheinlich von Févin)
  - „Il m'est advis“ zu drei Stimmen (wahrscheinlich von Hilaire Bernoneau)
  - „J'ayme bien mon amy“ zu drei Stimmen (wahrscheinlich von N. Le Petit)
  - „Qui ne l'aimeroit“ zu vier Stimmen (anonym, Févin zugeschrieben)
- Untextiert
  - 1 untextiertes Stück (späterer Nachtrag im Manuskript)